# Inga hedgerae
Inga hedgerae är en ärtväxtart som beskrevs av Gwilym Peter Lewis. Inga hedgerae ingår i släktet Inga och familjen ärtväxter. Inga underarter finns listade i Catalogue of Life.